# Маяцька сільська адміністрація
Мая́цька сільська адміністрація (каз. Маяк ауылдық әкімдігі, рос. Маякская сельская администрация) — адміністративна одиниця у складі Сарикольського району Костанайської області Казахстану. Адміністративний центр та єдиний населений пункт — село Маяк.
Населення — 661 особа (2021; 978 у 2009, 1514 у 1999, 1972 у 1989).
Станом на 1989 рік існувала Маяцька сільська рада (села Безим'яновка, Бесагаш, Маяк). Село Басагаш було ліквідоване 2012 року.

## Склад
До складу адміністрації входять такі населені пункти:
| Населений пункт    | Старі назви | Населення, осіб (1989) | Населення, осіб (1999) | Населення, осіб (2009) | Населення, осіб (2021) |
| ------------------ | ----------- | ---------------------- | ---------------------- | ---------------------- | ---------------------- |
| Безим'яновка, село | -           | 70                     | 68                     | -                      | -                      |
| Басагаш, село      | -           | 204                    | 105                    | 24                     | -                      |
| Маяк, село         | -           | 1698                   | 1341                   | 954                    | 661                    |